# KFUM Nässjö
KFUM Nässjö är en KFUM-förening i Nässjö. De har spelat flera säsonger i Svenska Basketligan, bland annat under namnet Nässjö Highlanders. Klubben bildades 1 januari 1939.
KFUM Nässjös basket verksamhet heter numera enbart Nässjö Basket.

### Fotnoter
1. ↑  Anderas Alfredsson (9 februari 2000). ”Förlust – för 22:a matchen i följd...”. Aftonbladet. http://wwwc.aftonbladet.se/sport/0002/09/johny.html. Läst 1 januari 2016.
2. ↑  ”Klubbinfo”. KFUM Nässjö. Arkiverad från originalet den 21 april 2012. https://web.archive.org/web/20120421034125/http://www4.idrottonline.se/KFUMNassjoIA-Basket/Klubben/Klubbinfo. Läst 4 oktober 2012.